# L.A. (пісня Емі Макдональд)
«L.A.» — третій сингл дебютного студійного альбому шотландської авторки-виконавиці Емі Макдональд — «This Is the Life». Сингл вийшов 15 жовтня 2007.

## Список композицій
CD-сингл
1. "L.A."
2. "Mr. Brightside" (Live from King Tut's)

CD-сингл 2
1. "L.A."
2. "Mr Rock & Roll" (Live from King Tut's)
3. "Footballer's Wife" (Live from King Tut's)

Грамофонна платівка
1. "L.A."
2. "Footballer's Wife" (Live from King Tut's)

## Чарти
Тижневі чарти
| Чарт (2007)                                                  | Позиція |
| ------------------------------------------------------------ | ------- |
| Велика Британія (UK Singles Chart) (Official Charts Company) | 48      |